# Phú Nghĩa, Quỳnh Lưu
Phú Nghĩa là một xã ven biển về phía đông nam của huyện Quỳnh Lưu, tỉnh Nghệ An, Việt Nam.

## Địa lý
Phú Nghĩa nằm cách thị trấn Cầu Giát 12 km về phía đông, cách Thành phố Vinh 70 km về phía bắc theo đường bộ, 50 km đường chim bay (Theo bản đồ 1/100.000 GT - QS 1960).
Địa giới:
- Phía Bắc giáp xã Minh Lương.
- Nam giáp xã Thuận Long.
- Đông giáp Vịnh bắc bộ.
- Tây giáp xã An Hòa và xã Quỳnh Yên, lấy dòng thủy lưu Mai Giang làm ranh giới.

Diện tích: 10.88 Km vuông. Dân số 20.308 người, mật độ dân số 1867 người/km2 .Được phân bố thành 20 thôn. 
11 thôn của xã Quỳnh Nghĩa cũ, bao gồm : Thôn 1,2,3,4,5,6,7, Nghĩa Phú, Nghĩa Bắc, Hòa Đông, Hòa Bình.
9 thôn thuộc xã Tiến Thũy cũ : Sơn Hải, Minh Sơn, Đức Xuân, Phúc Thành, Thành Tiến, Tiến Mỹ, Phong Tiến, Phong Thắng, Phong Thái.
Địa hình chủ yếu là đồng bằng, phía đông chạy dọc ven biển có nhiều cồn cát,cồn đá, phía Bắc có rải rác các cồn sò điệp, phía tây và nam  có con sông Mai Giang bao quanh, phía đông nam là núi Rồng với mũi Đầu Rồng vươn dài ra biển.

## Lịch sử hình thành
Làng Phú Nghĩa từ thế kỷ X-XII thuộc Trang Nghĩa Lộ.
Đời Lê, xã này là một phần của xã Hoàn Nghĩa, sau đổi thành xã Phú Nghĩa
Thời nhà Nguyễn, làng Phú Nghĩa thuộc tổng Phú Hậu, huyện Quỳnh Lưu, Phủ Diễn Châu, Tỉnh Nghệ An.
Năm Quý Sửu(1913) tức Duy Tân năm thứ 7 chia Phú Nghĩa thành 2 làng Phú Nghĩa Thượng và Phú Nghĩa Hạ.
Sau khi nước Việt Nam Dân chủ Cộng hòa ra đời (2/9/1945), làng Phú Nghĩa được đổi thành xã Phú Nghĩa, là 1 trong 16 xã của huyện Quỳnh Lưu thời kì đó.
Sau cải cách ruộng đất 1954, Xã Phú Nghĩa tách thành 3 xã là:  Quỳnh Nghĩa (Phú Nghĩa Thượng) Quỳnh Phong và Quỳnh Tiến (Phú Nghĩa Hạ). Năm 1976 hai xã Quỳnh Phong và Quỳnh Tiến được sáp nhập lại thành xã  Tiến Thủy
Ngày 1/12/2024, theo Nghị quyết số 1243/NQ-UBTVQH15 của Ủy ban Thường vụ Quốc hội về việc sắp xếp đơn vị hành chính cấp huyện, cấp xã của tỉnh Nghệ An giai đoạn 2023 - 2025. Xã Phú Nghĩa được tái lập trên cơ sở nhập toàn bộ diện tích tự nhiên, dân số của 2 xã: Tiến Thủy, Quỳnh Nghĩa. Xã Phú Nghĩa giáp các xã An Hòa, Minh Lương, Quỳnh Yên, Thuận Long và Biển Đông.[2]

## Di tích lịch sử - danh thắng

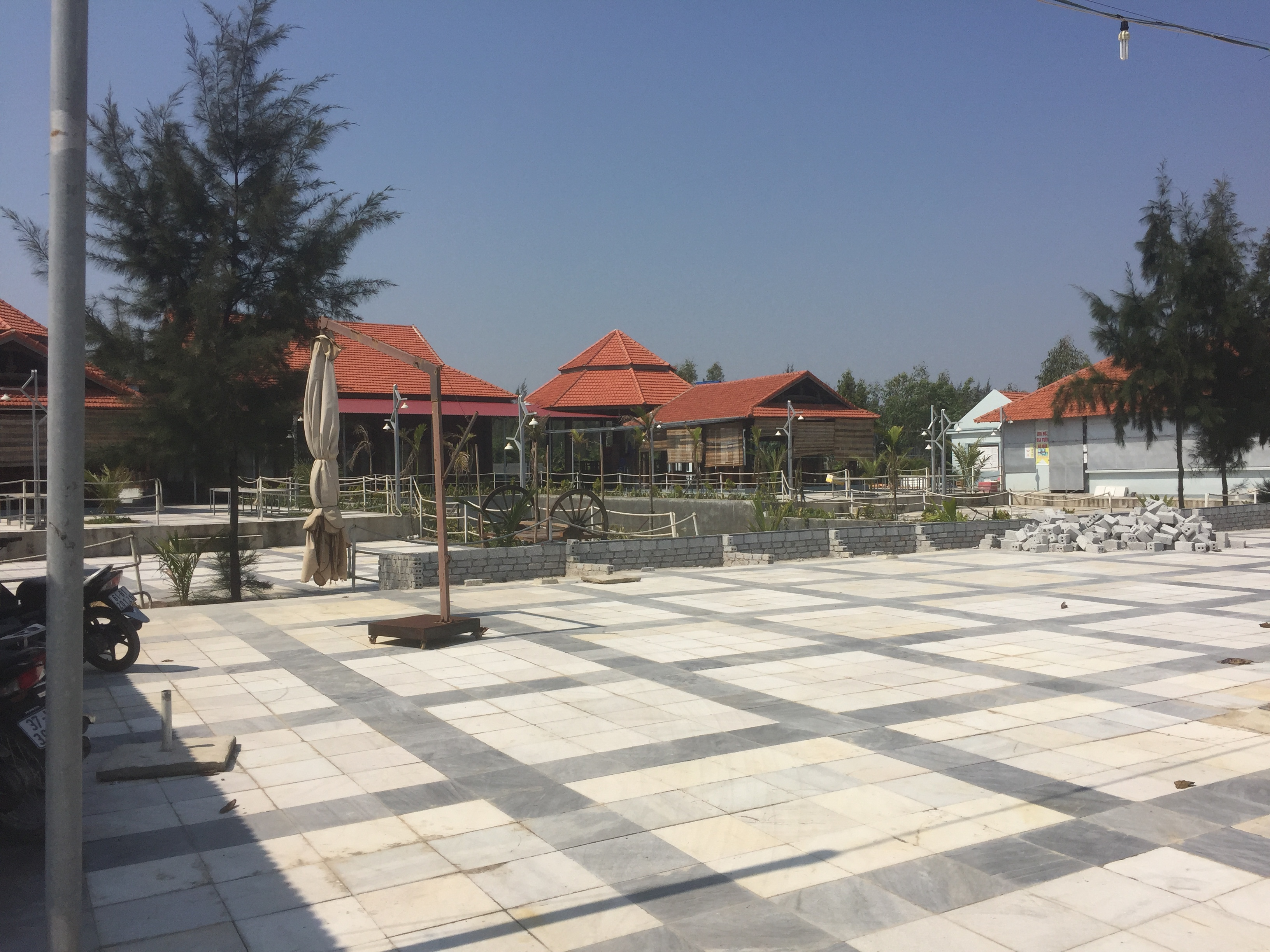
Quynh resort

- Đền Thượng (di tích lịch sử, văn hóa cấp quốc gia)

Đền Thượng nằm ở phía đông bắc xã Phú Nghĩa, được xây dựng vào thời hậu Lê thế kỷ thứ XVl, thờ thần Cao Sơn Cao Các.
- Đền Chính (di tích lịch sử, văn hóa cấp tỉnh)

Đền Chính là ngôi đền linh thiêng tọa lạc trên một vùng đất có cảnh quan đẹp, được xây dựng từ thời Trần, nằm ở phía nam xã Phú Nghĩa, là một công trình kiến trúc cổ đã tồn tại hàng trăm.Đền thờ Tứ vị Thánh nương và phối thờ Hoàng Tá Thốn, Mỹ Quận công Trương đắc Phủ.
- Chùa Đế Thích

Chùa Đế Thích được xây dựng từ đời Trần, ban đầu gồm có hai tòa chính tẩm và thiêu hương, thờ Phật Thích ca, Ngọc Hoàng và Tam thế.Trong chùa có trống lễ, khánh đá, chuông đồng và thạch bi. Chùa có ruộng hương hỏa để phục vụ tế tự, do sãi chùa quản lí. Đặc biệt có Giếng nước trong mát và cây trôi cổ thụ cao 20m, tuổi thọ khoảng 600 năm ngay trước chùa làm tôn thêm cho cả vùng đền chùa linh thiêng, sầm uất và che mát cho dân làng buổi trưa hè lúc dừng chân. Chùa nằm ngay phía sau khuôn viên của đền Thượng, tạo thành một cụm di tích tâm linh cho người dân trong khu vực. Sau thời gian và chiến tranh tàn phá, chùa chỉ còn là phế tích.Đến nay, chùa đã được các cấp thẩm quyền tỉnh Nghệ An chấp nhận cho phục hồi lại.
- Núi Rồng

Núi Rồng nằm ở phía nam xã,kéo dài từ phía tây ra tận biển với mũi Đầu Rồng, nơi đây có nhiều cảnh đẹp như Hòn Ông, Hòn Bà, Hòn Nắp Ấm,Vũng Ao Tiên...
- Kênh nhà Lê

Kênh Nhà Lê nối từ kinh đô Hoa Lư đến Đèo Ngang đi qua xã Quỳnh Nghĩa, là tuyến đường thủy đầu tiên trong lịch sử Việt Nam và được coi là tuyến đường Hồ Chí Minh trên sông vì những đóng góp cho các cuộc chiến tranh của người Việt (hiện là một đoạn của sông Hàu theo tên gọi địa phương).
- Cây Trôi là cây Muỗng có tuổi đời từ 600-700 tuổi, thân rộng đến 12 người ôm, là nơi nghỉ ngơi lý tưởng của người dân khi đi làm đồng về do nó có tán xòe rộng như một cái tán khổng lồ. Có nhiều truyền thuyết về cây Trôi nhưng có lẽ truyền thuyết về tên gọi của nó là đáng tin cậy hơn cả. Vì theo các cụ già bảo là cây này do hạt trôi dạt từ biển vào, mọc lên cạnh bờ biển, do thời gian dài nên dần dần bờ biển lùi dần ra xa như ngày nay. Thật đáng tiếc là cây Trôi đã bị quật ngã trong cơn bão số 7 lịch sử năm 1989. Đến nay cây Trôi chỉ còn là hoài niệm của người dân nơi đây.
- Đình Trung là một trong những ngôi đình lớn và đẹp nhất Quỳnh Lưu,nay đã bị phá.
- Bãi tắm Quỳnh Nghĩa Kéo dài 2.5 km bắt đầu từ điểm tiếp giáp với bãi biển Quỳnh Minh kéo dọc đến chân núi Rồng, bãi biển ở đây thoãi, cát mịn và trong Du khách có thể kết hợp tắm biển cùng với thăm đền Thượng hoặc tổ chức khám phá và tổ chức cắm trại trên núi Rồng, cùng với các bãi biển Quỳnh Bảng, Quỳnh Phương, tạo nên khu du lịch biển Quỳnh chạy dọc bãi Ngang dài hơn 10 km.

## Danh nhân
- Mỹ Quận công Trương Đắc Phủ

Mỹ Quận công tên là Trương Đắc Phủ, sống vào thời Hậu Lê (thời Lê Trung hưng, hay còn gọi là thời vua Lê chúa Trịnh, quê ở làng Phú Nghĩa . Cụ Trương Đắc Phủ và hai người em trai là Trương Đắc Luyện, Trương Đắc Lương đều ra phò Lê diệt Mạc, có công lớn và đều được phong tước Quận công.
Hiện nay còn đền thờ ông ở đền Chính, làng Phú Nghĩa, trong đền còn lưu lại sắc phong cụ làm Phó Quốc vương, niên hiệu Đức Long, đời Hậu Lê.Đoạn sông ngày xưa ông đóng quân dân gian gọi là sông Hầu theo tước vị của ông. Sau đọc chệch đi thành sông Hàu, làng Hàu, chợ Hàu vv.  
- Nhà văn Bùi Hiển

Bùi Hiển (22 tháng 11 năm 1919 – 11 tháng 3 năm 2009) là nhà văn Việt Nam. Ông nổi tiếng với thể loại truyện ngắn với tác phẩm Nằm vạ (1941) khi mới 22 tuổi, đồng thời có không ít bút ký thu hút người đọc và hàng nghìn trang sách dịch. Nhà văn là hội viên sáng lập, tham gia ba khóa Ban chấp hành, từng làm ủy viên Thường vụ, Thường trực và chủ tịch Hội đồng văn xuôi Hội Nhà văn Việt Nam.
Tác phẩm của ông cũng được đưa vào sách giáo khoa với chuyện ngắn " Ngày công đầu tiên của cu tí" và " Chiều Sương " kể về chuyện đi biển của người dân làng Phú Nghĩa.
Năm 2022, ông được truy tặng giải thưởng Hồ Chí Minh về Văn học - Nghệ thuật cho các tác phẩm: Trong gió cát, Hoa và thép, Tâm tưởng.

## Quy hoạch

### Quy Hoạch đô thị
- Quỳnh Nghĩa được quy hoạch đô thị từ khá sớm, bắt đầu với quy hoạch thị tứ ( Đô thị loại VI) rồi thị trấn Quỳnh Nghĩa ( Đô thị loại V) và hiện tại là một phần trong quy hoạch đô thị loại IV Sơn Hải- Quỳnh Nghĩa theo Quyết định số 1168/QĐ-UBND ngày 29/4 năm 2022. [2]
- Đô thị Sơn Hải - Quỳnh Nghĩa (đô thị loại IV): Là đô thị biển phía Đông Nam huyện Quỳnh Lưu được hình thành từ đô thị Sơn Hải và các xã Quỳnh Thuận, Quỳnh Long, Tiến Thủy, Quỳnh Nghĩa, Quỳnh Minh, với 2 trung tâm là đô thị Sơn Hải và đô thị Quỳnh Nghĩa.[3]

### Quy hoạch du lịch
Bãi biển Quỳnh Nghĩa năm trong quy hoạch chung Khu du lịch biển Quỳnh (các xã ven biển), trung tâm là các xã Quỳnh Bảng, Quỳnh Nghĩa: Diện tích: 698,54ha. Đây sẽ là khu du lịch nghỉ dưỡng, phục vụ nhu cầu nghỉ dưỡng, vui chơi, giải trí... Du lịch văn hóa - lịch sử: Phát triển trên cơ sở phát huy giá trị các di tích văn hóa lịch sử, kiến trúc cổ, văn hóa tâm linh, tín ngưỡng...
- Quy hoạch xây dựng mới chợ du lịch biển.

### Quy hoạch giao thông.
Được quy hoạch là 1 trong 2 trung tâm của vùng đô thị Sơn Hải - Phú Nghĩa, Phú Nghĩa cũng được quy hoạch, lên kế hoạch triển khai nhiều tuyến đường giao thông trọng điểm trong thời gian tới.
1. Đường ven biển : Tuyến đường ven biển đi qua xã Phú Nghĩa được thiết kế đường cấp 3 đồng bằng, gồm 2 làn xe, hiện đang được triển khai thi công.
2. Đường trục trung tâm huyện nối từ QL1 tại xã Quỳnh Hồng đi biển Phú Nghĩa.
3. Đường du lịch ven biển : chạy song song với đường đê biển.
4. Cầu Quỳnh Nghĩa 2 : Nằm trên tuyến đường 537b,có tổng chiều dài 269m, bắc qua sông Mai Giang; được thiết kế xây dựng vĩnh cửu với 6 nhịp, 5 trụ và 2 mố cầu; khổ rộng cầu 9m, chiều cao thông thủy 8m.
5. Cầu Lạch Quèn : Cầu Lạch quèn nằm trên tuyến đường quốc gia ven biển, bao gồm 15 nhịp,dài 642m bắc qua sông Hàu.Nối xã Phú Nghĩa với xã Thuận Long.
6. Khu đô thị Quỳnh Lưu Coastal Park: Nằm giữa trung tâm hành chính của xã, cạnh đường quốc gia ven biển và đường 537b chạy giữa dự án. Dự án có diện tích 20ha, bao gồm khu cơ quan hành chính, trường học, sân vận động, TTTM và 686 lô liền kề.

### Quy hoạch công nghiệp
Cụm công nghiệp làng nghề Phú Nghĩa tại xã Phú Nghĩa có quy mô 25ha, phục vụ hậu cần nghề cá.